# Василије Ватац
Василије Ватац (грчки: Βασιλειος Βατατζης, 1187–1194) је био византијски војни заповедник, и вероватно отац никејског цара Јована III Дуке Ватаца.

## Биографија

### Порекло и рани живот
Ватац је био ниског порекла, родом из региона око Адријанопоља и Дидимотике. Вероватно је ступио у војну службу у време владавине цара Манојла I Комнина (1143–1180), али детаљи о његовом раном животу су иначе непознати. Очигледно је веома напредовао у каријери када је успео да се око 1187. ожени неименованом кћерком Исака Анђела Дуке, који је био стриц цара Исака II Анђела (1185–1195, 1203–1204). Ожењен царевом рођаком, Ватац је изненада постао члан више аристократије: добио је чин севаста и отворио му се пут до виших војних положаја.

### Збацивање Теодора Манкафа
Након што је ступио у брак са рођаком цара Исака II Анђела, убрзо је ступио на положај војног гувернера (дукс) мале провинције Миласа и Меланоудион, познато је да је на овом положају био у августу 1189. године. Одатле је унапређен у „Великог доместика Истока“ и гувернера обимне Тракијске теме.
Док се налазио на тим положајима морао је да се обрачуна са узурпатором Теодором Манкафом. Манкаф је покренуо побуну 1188. године, када се прогласио за цара у Филаделфији. Побуна је била кратког даха, пошто је цар Исак II опсео град и приморао Манкафа да се покори, али је он је помилован и дозвољено му је да остане на положају гувернера града Филаделфије. 
У периоду 1192/3, међутим, Василије Ватац је послат против Теодора Манкафа, који се још једном побунио. Овог пута Ватац је ефективно окончао побуну и приморао узурпатора да побегне на двор султана Турака Селџука у Иконију. 

## Побуна Бугара
Убрзо након што је постављен за Доместика Запада (као и његов савременик и командант, Алексије Гид, остаје нејасно да ли је био прави Велики Доместик или једноставно Доместик), са седиштем у Адријанопољу. Његов примарни задатак је био да угуши побуну Бугара која је избила на северном Балкану.
Године 1193. одбио је да пружи војну подршку побуни свог зета Константина Анђела Дуке, царевом рођаку и заповеднику византијске војске у Филипопољу. Дука се прогласио за цара и упутио своје трупе на Адријанопољ, али су га његови следбеници издали и предао се цару Исаку II Анђелу ради помиловања заузврат. 
Године 1194. цар Исак II је наредио Ватацу и Гиду да крену у поход против Бугара. Византинци су поражени, а Ватац је убијен у бици код Аркадиопоља.

## Породица
Он је вероватно био отац Јована III Дуке Ватаца, будућег цара Никеје, поред Јована имао је још два сина, севастократора Исака Дуку Ватаца, и анонимног средњег сина, чија се ћерка удала за протовестијара Алексија Раула. 